# 新宿野戦病院
『新宿野戦病院』（しんじゅくやせんびょういん）は、2024年7月3日から9月11日までフジテレビ系「水曜22時枠」にて放送されたテレビドラマ。主演は小池栄子と仲野太賀。
歌舞伎町の病院を舞台とした「救急医療エンターテインメント」。宮藤官九郎がフジテレビにてドラマ脚本を担当するのは2001年の『ロケット・ボーイ』以来23年ぶりとなるほか、宮藤が手掛ける初の医療ドラマである。
2024年9月度ギャラクシー賞月間賞を受賞。同期には同じく宮藤官九郎脚本の『終りに見た街』（テレビ朝日）も月間賞を受賞している。宮藤は1月期の『不適切にもほどがある!』（TBS）、6月期の『季節のない街』（Disney+ / テレビ東京）に続く3クール連続の月間賞受賞となった。

## あらすじ
新宿歌舞伎町の片隅に建つ「聖まごころ病院」は、かつてホームレスや犯罪者などワケありな背景を持つ患者も分け隔てなく治療する「新宿の赤ひげ先生」高峰啓介院長の下で人々の尊敬を集めていた。だが、時代と共に施設の老朽化やドクターの質の低下が顕在化し、現在はワケあり患者からも忌み嫌われており、その荒廃ぶりから「新宿野戦病院」と揶揄されていた。
そんな中、急性アルコール中毒で搬送されてきた、岡山弁混じりの英語を喋る謎の女ヨウコ・ニシ・フリーマンが、軍医として本物の野戦病院を経験した凄腕の外科医であることが判明し、偶然が重なったこともあり、ホームレス・加地の脳外科手術を成功させて命を救う。
弟の啓三から外科医を確保できなければ病院を売却すると迫られていた啓介は、ヨウコが日本の医師免許を持っていないという問題を握り潰し、半ば強引に聖まごころ病院に雇い入れる。ヨウコの影響で次第に活気を取り戻していくドクター達であったが、次々現れるワケあり患者や、ヨウコの出生にも関わる聖まごころ病院の闇に翻弄されていく。

## キャスト

### 主要人物
ヨウコ・ニシ・フリーマン（Yoko Nishi Freeman）
演 - 小池栄子
医師。アメリカ合衆国国籍の元軍医。日本語は岡山弁。戦地で治療したアリの遺言を伝えるために日本に来て、「聖まごころ病院」で働くことになる。使われていないまごころ病院の病室に寝泊まりしている。救急救命に関して冷静かつ的確な判断力を持つが、縫合などの手技にはかなり雑な面がある。アメリカ合衆国政府の援助で同国の医師免許を取得するも、援助年数と同じ年数だけ従軍するという条件であったため9年間各地を転戦する。その経緯から、日本の医師免許は取得していなかったが第8話にて取得する。
高峰享（たかみね とおる）
演 - 仲野太賀
美容皮膚科医。啓三の息子。昼は週3日、広尾の美容クリニックで働き、夜は麻酔の勉強にまごころ病院に来ている。チャラくて金儲け主義。愛車はポルシェ。

### 周辺人物
南舞（みなみ まい）
演 - 橋本愛
NPO法人「Not Alone」新宿エリア代表。炊き出しや、違法滞在外国人の相談窓口などをやっている。
その一方で、デリバリー女王様もやっており、岡本にラブホ前で待ち合わせているのを見られ、営業サイトを発見されてしまう。料金は2時間で15万円。
岡本勇太（おかもと ゆうた）
演 - 濱田岳
新宿・歌舞伎町を管轄する警察署の地域課に所属する巡査。交番勤務。映画やサブカルが好き。しょっちゅうまごころ病院に入り浸っている。
高峰啓三（たかみね けいぞう）
演 - 生瀬勝久（7歳時：阿久津将真）
啓介の弟。不動産コンサルタント。高峰家で唯一の資産家。まごころ病院を潰して美容整形クリニックに建て替えようと計画している。
若井あかね（わかい あかね）
演 - 中井千聖
NPO法人「Not Alone」のスタッフ。舞の同僚。
リツコ・ニシ・フリーマン
演 - 余貴美子
ヨウコの実母。ジャズシンガー。かつて啓介との不倫の末にヨウコを身籠るが、高峰家に子供を奪われることを拒絶してアメリカへと逃亡。麻薬組織から身を隠す必要が生じたヨウコに、かつて働いていたジャズバーに行くよう助言。後を追うように自らも来日する。日本では美容系インフルエンサー「イ・オンナ」としてネット上で有名。

### 聖まごころ病院
高峰啓介（たかみね けいすけ）
演 - 柄本明（青年時代：渡口和志）
3代目医院長。かつては「歌舞伎町の赤ひげ先生」と呼ばれる優れた外科医だったが、アルコール依存症になりほとんど使い物にならない。常に車椅子に乗っているが、実は歩ける。過去にリツコと不倫関係にあり、ヨウコの遺伝子上の父親でもある。
横山勝幸（よこやま かつゆき）
演 - 岡部たかし
内科・小児科医。妻子持ちだが、パパ活にうつつを抜かしている。
田島琢己（たじま たくみ）
演 - 馬場徹
泌尿器科・性病科医。専門はED治療だが、性病（性感染症）などの相談にも乗っている。女性患者に人気がある。
白木愛（しらき あい）
演 - 高畑淳子
勤続42年の経理担当。ヨウコから「シラク」「イノキ」「白木屋」とまともに名前を呼んで貰えない。
高峰はずき（たかみね はずき）
演 - 平岩紙
啓介の娘。ソーシャルワーカー。医大合格を志したが、5浪して断念している。外科医と結婚するため、婚活している。
堀井しのぶ（ほりい しのぶ）
演 - 塚地武雅（ドランクドラゴン）（若い頃：朝日琢磨）
看護師長。物事に動じない性格で外国語も堪能。性別不明。夜食用に備蓄している「ペヤング ソースやきそば」を何者かに食べられ犯人を捜している。性別不明な印象だが、出生時の性別は男性。幼少期から自身の性別に違和感を抱いており、看護学校に入学する頃に両親にカミングアウトをした際に厳格な性格の父からは激怒されたが、優しい性格の母からは「よく話してくれた」と励まされた過去を持つ。亭主関白な父とそれに文句一つ言わず従順に接する母の関係を見るのが苦手だった事から20代の頃に家を出て以降は両親と疎遠になっていた。
村木千佳（むらき ちか）
演 - 石川萌香
看護師。元トー横キッズ。
吉野勇介（よしの ゆうすけ）
演 - 萩原護
看護師。

### レギュラー周辺の登場人物
マユ / 宮嶋まゆ〈17〉
演 - 伊東蒼
トー横キッズで赤い髪の少女。千吉ビルでオーバードーズ（薬物の過剰摂取）して意識不明になりまごころ病院に搬送される。
母親の交際相手に家庭内性的暴行を受けて家出している。夜中に空腹になりペヤングを発見して食べてしまった。
ヨウコにペヤングを分け与えた。第4話ではまごころ病院の救急治療現場を見学し、支援施設に送ってもらった際に「医者になりたい。医者は無理でも看護師になりたい」と告げた。
トー横キッズ
演 - 夏目透羽（サラ）、安達木乃（リナ）
マスター
演 - 中村彰男
啓介が通うJAZZバーのマスター。
救急隊員
演 - 山田将司、伊藤尚史、常住富大、高田誠
東京消防庁の救急隊員。
ホスト
演 - 稲見悠寿（星☆羅）
タウン誌に掲載された歌舞伎町の顔面偏差値人気ランキングに登場する。「バース」のホスト。

### ゲスト

#### 第1話
柳井
演 - 八十田勇一（第4話・第8話）
発砲事件を捜査する刑事。
加地登
演 - 花王おさむ
駐輪場の管理人。強盗に遭遇し咎めたところ、頭部を殴られまごころ病院に救急搬送される。実は歌舞伎町を束ねる最大勢力だった野口一家の元構成員で前科持ち。駐輪場管理中に自販機強盗を発見して咎めようとして凶器で殴打され、不本意ながらまごころ病院へ搬送される。画像診断の結果、硬膜下血腫と判断され大学病院へ転送、脳外科手術で一命を取り止め、最後はリハビリテーションに励んでいた。
マモル
演 - 濱田和馬
フリーのホスト。姫（ホストクラブでの客）に頭部を殴られて救急搬送される。
加地の上司
演 - 岡部尚
駐輪場管理事務所の男性。「何かあってからでは遅い」と加地にクビを告げ、「Not Alone」の炊き出しチラシを渡す。
ムハマド
演 - Taz Singh（最終回）
難民申請が通らず違法滞在状態の外国人男性。違法駐輪していたのを加地に咎められ、後に銃撃される。
アリ
演 - 蟹江アサド
ヨウコが紛争地域で治療した患者。ヨウコを日本人と見込み歌舞伎町に住む兄と8歳の姪への言伝を託す。
少女
演 - 新谷ゆづみ
「Not Alone」に相談に訪れた少女。亨が医者と知ると眠剤（睡眠薬）をねだる。
マモルの姫
演 - アンジェリーナ1/3（Gacharic Spin）
マモルと喧嘩になり、酒瓶で殴りつけて負傷させる。
警備員
演 - 木津誠之
強盗事件の後、「違法駐輪の外国人もグルだったんでしょうか？」と話す。
アメリカ兵
演 - Bruce Taylor
ヨウコと共に紛争地域に赴いた兵士。
看護師
演 - 大山かりん
加地のリハビリを担当する大学病院の看護師。

#### 第2話
カヨ
演 - 臼田あさ美（第3話 - 第5話・第9話・最終回）
マユの母親。シングルマザー。シンゴが娘に性的暴行をしているのを知っていたが止められなかった。
シンゴ
演 - 趙珉和（第3話 - 第5話）
カヨの不誠実な彼氏。マユに性的暴行をしている。
ダイスケ・ダルメシアン三世
演 - 細貝圭（最終回）
ホストクラブ「イケメン牧場」のホスト。通称DD。
リリカ
演 - 寺本莉緒
ダイスケの一番の顧客。
広重
演 - 画大（第7話）
ダイスケが搬送された北新宿救急救命センターの医師。
槙原あゆみ
演 - 伊藤修子
ドラッグストア店員。登録販売者。
シゲ
演 - 新井康弘（第5話）
公園で寝泊まりするホームレス。本名は野島耕助、69歳、茨城県出身。まごころ病院で時々涼をとっており、救急搬送されてきた際も熱中症と思われた。しかし検査で肺炎を併発していることが判明。体外式膜型人工肺（ECMO）のある勝どき医療センターに搬送するも、そこでも副大臣の治療が優先されECMOが使えず死去した（第5話）。
佐竹
演 - 久保田創
SM嬢のMay（南舞）の顧客。
アツシ
演 - 桑原柊
「イケメン牧場」のダイスケの後輩ホスト。
医師
演 - 松田航輝
親の金で港区女子にシャトーブリアンを振る舞う成金ドクター。
港区女子
演 - 青山愛依、佐倉ちひろ
西麻布の高級鉄板焼き店で享たちとギャラ飲みする港区女子。
つとむ
演 - 戸井田竜空
鼻の穴にワイヤレスイヤホンを入れてしまいまごころ病院にかかった男の子。
つとむの母親
演 - 風見梨佳

ナレーション
声 - 沢田澄代
ドラマ冒頭のスペイン語のナレーション。
ニュースの声
演 - 立本信吾（フジテレビアナウンサー）（第4話 - 最終回）
市街地での戦闘を伝えるテレビニュース。
DD軍団
演 - 火ノ宮夕、水原匡也、木瀬怜芽、宇佐美健土、日之出莉玖（いずれも7m!n）
「イケメン牧場」のダイスケの後輩ホストたち。
ホスト
演 - 吉川巧巳（TAKUMI）、橘未來唯（未來唯）、田中楓馬（楓馬）、金子蒼央（金子蒼央）、佐藤虎之助（備前リュウタ）（いずれも8iper）
タウン誌に掲載された歌舞伎町の顔面偏差値人気ランキングに登場する面々。

#### 第3話
犬居靖子
演 - 西慶子（第4話・第5話）
児童福祉司。
刈谷
演 - パパイヤ鈴木（第6話・第9話）
啓三の先輩。新宿歌舞伎町の不動産王。
パク
演 - ユン・ソンモ
韓国料理屋の店員。ヒアルロン酸とボトックス注射を打ったら片頭痛がするとまごころ病院の「月曜ビューティークリニック」にやってきた。
マイケル（Michael Euperi）
演 - Jeremy Deschner（第4話）
手を怪我したとまごころ病院を訪れた米国人患者。パスポートを所持しインバウンド保険にも加入していたが、重症の他の外国人の処置で手が回らず三次救急に廻された。第3話の最後から第4話にかけてまごころ病院で寝泊まりするヨウコを襲い、片手ネック・ハンギング・ツリーで絞殺しようとするも、ヨウコの反撃とマユのペヤング熱湯攻撃で撃退される。ヨウコを追うプッシャーが送り込んだアサシンだと判明する。
青年
演 - 木村風太
男性器に瓶をぶら下げまごころ病院にやってきた患者。YouTube動画を撮ろうとしたのだと説明する。
高峰陽介
演 - 梨本謙次郎（第4話・第7話）
啓介・啓三兄弟の父親。まごころ病院の先代院長。
高峰真紀
演 - 華耀きらり
啓介・啓三兄弟の母親。
運転手
演 - 水野智則
リツコを新宿まで乗せた「成田国際空港タクシー」の運転手。
アンナ（Anna Jackson）
演 - TORY（第4話写真出演）
ヨウコと共に従軍した衛生兵。戦地で助けた伍長と後に結婚したが、去年夫が戦死しショックで薬物依存となる。ルームメイトとなったヨウコはそれを見かねてトイレに一切のドラッグ類を捨てた上、プッシャーのアジトにあったドラッグもすべて焼き払った。ヨウコはその追っ手のプッシャーたちから逃れ、アメリカを離れ来日した。
伍長
演 - Logan M（第4話写真出演）
ヨウコが戦地で助けたイケメン伍長。アンナと結婚したが去年紛争地域で戦死した。
患者
演 - Tariq（最終回）
ゴールデン街で起きた外国人同士のケンカで顔面骨骨折の疑いで救急搬送されてきた男性。
（役名不明）
演 - 尾崎琥珀（第4話）

#### 第4話
救急隊員
演 - 鈴木悠貴（第7話・第8話・最終回）、髙谷心也、長田泉里（第6話 - 第9話）
まごころ病院に急患を搬送する。
沼田吾郎
演 - 三上市朗
田島の患者。愛人とのカーセックス中に陰茎捕捉が起き、まごころ病院に搬送されてきた。心疾患があるのにED治療薬を飲んで心不全増悪を起こしていた。
沼田かなえ
演 - 中島ひろ子
夫は大阪に出張したと思っていた。
沼田の愛人
演 - 長井短
自分は秘書だと話す沼田吾郎の愛人。
カスミ〈16〉
演 - 谷花音（第5話・最終回）
1か月ほど前に歌舞伎町に来た家出少女。地元の先輩との子を宿し、一人で産むつもりで上京したのだった。
みづき
演 - 松金よね子（第6話）
啓介の別れた妻。現在は介護付高級老人ホーム「フォーエバー葉山」に入居。
小宮山幸代〈76〉
演 - 外海多伽子
吐血して運ばれてきた心筋梗塞の既往歴のある老婆。急性大動脈解離からなる心タンポナーデを起こしていた。
米田弥央
演 - 米田弥央
刃物を持った男が女性を人質に歌舞伎町の風俗店に立てこもったニュースを伝えるリポーター。
男性
演 - キム・ジョンフン
リツコと病院のロビーで抱き合う若い韓国人男性。
（役名不明）
演 - Koi.、王毅晨、太田伶進、松田柚輝

#### 第5話
荒井時江
演 - ともさかりえ（第6話・第8話・第10話・最終回）
勝どき医療センター勤務医。シゲさんの問い合わせに体外式膜型人工肺（ECMO）が1台があると回答。しかし、病院到着が早かった（実際には入口で追い越した）川島防衛副大臣に融通してしまいヨウコに抗議される。社会的生産性などを論拠として反論するが、命の平等を熱弁するヨウコに圧倒され、自分でもそうあるべきだとも思い反論しきれなかった。
第8話ではコンカフェの爆破事件による大量の重傷者発生に、三次救急の逼迫に対して勝どきセンターで受け入れると後方支援を申し出てくる。
川島一也
演 - 羽場裕一（第5話・最終回）
防衛副大臣。歌舞伎町での応援演説中に不調を訴え、勝どき医療センターに救急搬送される。
野島裕貴
演 - 半田周平
シゲさんの息子。タクシー運転手。
松田秀徳
演 - 田上ひろし
民政党の衆議院議員候補。川島防衛副大臣に応援演説される。
木瀬道弘
演 - 大原康裕
厚生労働大臣。テレビで健康保険証がマイナンバーカードに一本化されることを説明する。
医師
演 - 鳥谷宏之、松木研也（第8話・最終回）
勝どき医療センター医師。
龍崎楓（りゅうざき かえで）
演 - 佐藤侑梨（第8話）
勝どき医療センター看護師。
アナウンサー
演 - 新美有加（フジテレビアナウンサー）
真夏日情報と川島防衛副大臣が救急搬送されたニュースを伝える。
警備員
演 - 野村たかし
勝どき医療センターの警備員。シゲさん搬送の救急車を止め、川島副大臣搬送車を優先させる。

#### 第6話
高峰英里子
演 - 中山忍
啓三の妻。享の母。2013年に進行性のガンが見つかり、手を尽くすもハワイで死去。
堀井房江
演 - 藤田弓子（第7話 - 第9話・最終回）
堀井しのぶの母親。
ケーシー高峰
演 - ケーシー高峰
リツコはヨウコに本当の父親はこの男だと説明していた。
坂井克彦
演 - 石川武
みづきの現在のパートナー。
横山の妻
演 - 小早川真由

横山の娘
演 - 櫛田遙流、秋葉星、大津朱里、大津茉里
上ふたりが妻の連れ子で下ふたりは双子。
ナレーション
声 - Svetlana
ドラマ冒頭のロシア語のナレーション。

#### 第7話
堀井英輝
演 - 野添義弘
しのぶの父。15年前に亡くなっている。亭主関白だったが、妻・房江とはうまくやっていた。
タケ
演 - 森下能幸（第10話・最終回）
舞たちが支援しているホームレス。病院を嫌っている。
田辺の娘とその夫
演 - 今藤洋子、古谷朋弘
自宅でクモ膜下出血で倒れていてまごころ病院に搬送された田辺宗孝の娘とその夫。
三舟太蔵
演 - 有福正志（第8話）
まごころ病院の患者。待合室で白木が呼ぶと反応しないが、村木が呼ぶと返事をする。
トラ
演 - 栗山千栄（第8話）
駅からLUUPでまごころ病院に通う患者。一見おじいちゃんに見えるおばあちゃん。ふだんは新宿駅西口で宝くじを売っている。
ノリ
演 - 中山克己
舞たちが支援しているホームレス。酒に酔って西武新宿線の駅で階段から落ちて足にケガをしたが、病院に罹ろうとしない。
救急隊員
演 - 遠山義弥（第8話）
東京消防庁の救急隊員。
店員
演 - 石川古都（第8話）
堀井しのぶ行きつけのカフェ店員。
順太
演 - 木下瑛大
堀井房江の自転車と接触した児童。まごころ病院に搬送後、北新宿救急救命センターに三次搬送された。
ドライバー
演 - 杉山宗賢
自転車と児童の接触事故の救助に向かったトラックのドライバー。
順太の母
演 - 植松愛
適切な処置をした啓介に礼を言う。
シラキ
演 - Mahendra.K（第8話）
マユの新しい彼氏。インド人。
店員
演 - 澤村夏渚
享と南、岡本が訪れた映画館の売店の店員。
ナレーション
声 - パルニール
番組冒頭のヒンディー語のナレーション。

#### 第8話
かえで
演 - 田中美久
コンカフェ「恋愛禁止」で働く少女。ストーカー被害に悩んでいる。芸能事務所にスカウトされた事を機にコンカフェでの勤務を辞める事になったが最終勤務日に爆破事件に巻き込まれて負傷した。常連客の後藤の謝罪を受けた際に彼と一緒に写真を撮るほか、爆破事件が発生した際に容疑者ではないかと疑われていた後藤の潔白を証言するなど優しい性格。
後藤和真
演 - 北野秀気
かえでにストーカーをしていると思われる男性。かえでのファンで彼女を想うあまりに付きまといのような行動を取ったため、警官の岡本から口頭で注意される。かえでがコンカフェでの最後の勤務日に謝罪に訪れた際に爆破事件に巻き込まれて重傷を負う。当初事件の容疑者と思われていたが、かえでの証言や防犯カメラの映像で彼の潔白が証明された。(※真犯人は別の人物だった)
白木誠
演 - おかやまはじめ（最終回）
白木愛の夫。月の小遣い2万円で暮らす恐妻家の呼吸器内科医。コンカフェで爆破事件が発生した際に彼と連絡がつかず、妻の愛は夫がコンカフェに遊びに行って事件に巻き込まれて負傷したのではないかと不安に思いながらもまごころ病院で仕事を続けた。後に映画館でアニメ映画の「ラブライブ!」を見ていて無事である事が判明した。
店長
演 - 河本祐貴
コンカフェ「恋愛禁止」の店長。爆破事件で自身も負傷したが、事件の容疑者を後藤だと決め付けており彼が治療を受けている様子を目にした際に「こんな奴助けるのかよ！」「こんな奴、死刑だろ！」とまごころ病院スタッフ達に怒りをぶつけた。
店員
演 - 鹿野祥平
「恋愛禁止」と同じビルの地下にあるハプニングバー「カリギュラ」の店員。
刑事
演 - 福津健創、片山景介
歌舞伎町のコンカフェで起きた爆破事件の捜査本部の刑事。
アナウンサー
演 - 高井真菜
夕方の情報番組の途中に爆破事故が起こり、報道部につなぐ。
かずは
演 - 福冨タカラ
コンカフェ「恋愛禁止」のキャスト。
ナレーション
声 - 岩尾万太郎
番組冒頭の日本語のナレーション。
セラピスト
演 - ダンディ村田（拓己）、ツカケン（レン）、まきしん（颯太）、川崎充（康介）
女性用風俗「アポロの誘惑」のセラピストたち。

#### 第9話
星崎タクジ〈6〉
演 - 松井稜樹
腹痛を訴えまごころ病院に救急搬送されてきた男児。腹膜刺激症状から虫垂炎なども疑われたが、母親が診察継続を拒否した。
星崎菜々
演 - 佐津川愛美
タクジの母親。元看護師。息子の腕にアザがあったので児童虐待も疑われた。
甲斐
演 - 後藤剛範（最終回）
房江の介護のためにしのぶが雇ったホームヘルパー。実は熟女マニア。
OSAMU〈21〉
演 - 浜中文一
女性用風俗店「快感倶楽部」のセラピスト。カッターナイフで自ら陰茎を切断し、まごころ病院に救急搬送された。
客
演 - 佐々木春香
OSAMUを指名した客。夫との性生活で悩みを抱え、勉強のために風俗店を利用した。
片山涼香〈19〉
演 - 駒井蓮
充電コードによる縊頸自殺未遂でまごころ病院に搬送されてきた女性。メンタルクリニックに通院歴あり、リスカの跡も多数。
トム
演 - Sagara-Alexandre
「Not Alone」と共にまごころ病院に取材に訪れたアメリカのケーブルテレビのスタッフ。
店員
演 - 李志明
岡本が舞に誕生日ケーキを用意させた中華レストランの店員。
アナウンサー
演 - 砂田桃子
新型ウィルスが感染拡大し、世界各国でロックダウンを検討。WHOの声明によると 新型コロナとはまったく異なるRNAで形成されているウィルスであることを伝える。
アナウンサー
演 - 竹内義貴（第10話）
アメリカから帰国の都内在住20代男性が、世界中で流行の新種ウィルス初の日本人感染者であると伝える。
ナレーター
演 - Damien Denies
番組冒頭のフランス語のナレーション。

#### 第10話
板垣凌介
演 - 戸塚純貴
歌舞伎町のホストクラブ「CLUB ATOM」で働く人気ホスト。岡山県倉敷市出身。米国帰りに、未知の新種ウイルス「ルミナ」に感染してしまい、治療の甲斐なく死去した。
検疫官
演 - 松村泰一郎
問診で肩痛を訴えた凌介のルミナウィルス感染を疑う。
医師、看護師
演 - 加賀美茂樹、直江梨華
凌介にPCR検査を行った羽田空港の医療チーム。
救急乗務員
演 - 大山大
羽田空港から勝どき医療センターへ凌介を搬送する民間救急乗務員。
エヴァンズ
演 - Alberto
WHO事務局長。ルミナ感染症を「Lumina-vid25」と命名。現段階では有効な治療薬はなく、毒性は極めて強いという報告を受けていると発表する。
医師、医師、研修医
演 - 古河耕史、田辺愛美、川畑光瑠（役名：木村ひかる）
勝どき医療センター会議室の新型ウィルスのカンファレンスに出席した医師たち。
キャスター
演 - Paula、景瑶、Burney
ルミナウィルスを次第に歌舞伎町ウィルスとの俗称で呼び始めた海外メディアのキャスターたち。
職員
演 - 高田健一
新宿区役所職員。新型ウィルス蔓延に伴い「NOT ALONE」の活動を制限するよう要請する。
奥山晶子
演 - 木村仁美
ルミナウィルスの日本人第一号患者が搬送された勝どき医療センター前からリポートする。
板垣
演 - 山下裕子
板垣凌介の母。
運転手
演 - 今林久弥
板垣凌介の母を乗せ羽田空港まで向かおうとしたところをヨウコに止められたタクシー運転手。
男の子
演 - 田中寛人
横山が診療したウィルス感染ではない一般患者の子供。
女性
演 - 木村八重子
啓介が対応したウィルス感染ではない一般患者の妻。国立の病院では診てもらえなかったという。
屋倉重蔵
演 - 牧村泉三郎
日本医師協議会会長。緊急事態宣言の延長に伴い記者会見を行う。
キャスター
演 - 池田宜大、太田彩香
屋倉会長の緊急会見を伝える「FTT WIDE EVENING」のキャスター。
（役名不明）
演 - 山田洋、吉田晏子

#### 最終回
南錠一郎
演 - 松尾スズキ
舞の父。歌舞伎町の風俗王。
宮根誠司
演 - 宮根誠司（本人役）
ニュースショー「Mr.サタデー」のキャスター。
アナウンサー
演 - 藤本万梨乃（フジテレビアナウンサー）
「Mr.サタデー」のアシスタントMC。
男性
演 - 吉田智則、荒井敦史
雷神の刺青のある背中を切られてまごころに搬送された反社の男性とその子分。
男性
演 - Velo武田、鎌田和朗
ノーマスクで歩いていたところを突き飛ばされた男性と加害者の自転車の男性。
アナウンサー
演 - 小林由梨
歌舞伎町の赤ひげと女赤ひげが逮捕されたニュースを伝える。
外国人
演 - Mattia.D、BREEZE、Diouf.M
緊急事態宣言の解除で路上飲みして騒ぐ外国人たち。
被災者たち
演 - 趙嘉頴、Shaban.H、中根大
事故現場のクラブに居合わせた中国人男性、アメリカ人男性、日本人男性。
- 濱仲太[112]、Roberto.P、David.K、菊地真之[113]、吉田百花、片岡明日香[114]、工藤芽子

## スタッフ
- 脚本 - 宮藤官九郎[2]
- 主題歌 - サザンオールスターズ 「恋のブギウギナイト」（TAISHITA LABEL / VICTOR ENTERTAINMENT）[115]
- 挿入歌(第2話) - サザンオールスターズ 「栞のテーマ」（TAISHITA LABEL / VICTOR ENTERTAINMENT）
- 音楽 - 本多俊之[116]
- 医療監修 - 原義明、久城正紀
- 警察監修 - 古谷謙一
- 社会福祉士監修 - 高橋紀子
- 岡山弁監修 - 片岡明日香[117]
- アラビア語監修 - 朝日カルチャーセンター新宿教室
- 英語指導 - 岩本アリス[118]
- 軍医取材協力 - 伊藤利光
- アクションコーディネーター - 劔持誠
- 演出 - 河毛俊作、澤田鎌作、清矢明子[2]、野田悠介
- プロデュース - 野田悠介[2]
- 制作 - フジテレビ ドラマ・映画制作部[2]
- 制作著作 - フジテレビジョン[2]

## 放送日程
| 各話                                                                        | 放送日  | サブタイトル                                                   | 演出     | 視聴率 |
| --------------------------------------------------------------------------- | ------- | -------------------------------------------------------------- | -------- | ------ |
| 第1話                                                                       | 7月03日 | ＜宮藤官九郎脚本＞笑って泣ける医療エンターテインメント!        | 河毛俊作 | 7.9%   |
| 第2話                                                                       | 7月10日 | ホストvs医師の人気投票対決!客の奪い合いで大騒動!               | 河毛俊作 | 7.1%   |
| 第3話                                                                       | 7月17日 | とおるがホストに!?予約殺到の美容クリニック開業!!               | 澤田鎌作 | 6.4%   |
| 第4話                                                                       | 7月24日 | 聖まごころ病院の秘密!?望まれず生まれた子供の苦悩!              | 清矢明子 | 6.4%   |
| 第5話                                                                       | 7月31日 | ヨウコが見た命の不平等!ホームレスと政治家が緊急搬送            | 河毛俊作 | 5.7%   |
| 第6話                                                                       | 8月07日 | 大ヘルプ様登場!?体に異変が起こった啓三に愛の鞭!                | 澤田鎌作 | 6.1%   |
| 第7話                                                                       | 8月14日 | 迫る、看護師長・堀井しのぶの人生と母親への想い!                | 清矢明子 | 5.5%   |
| 第8話                                                                       | 8月21日 | アイドルのストーカー騒動が爆破事件に発展!?犯人は…              | 河毛俊作 | 6.2%   |
| 第9話                                                                       | 8月28日 | 恋の三角関係ついに終焉!?患者家族からのカスハラで訴訟の危機に!? | 野田悠介 | 6.1%   |
| 第10話                                                                      | 9月04日 | 未知のウイルスの脅威!タイムリミットは発熱後の5日間!            | 澤田鎌作 | 5.9%   |
| 最終回                                                                      | 9月11日 | 新種ウイルスの終焉!ヨウコと啓介が逮捕!?                        | 河毛俊作 | 6.9%   |
| 平均視聴率 6.4%（視聴率はビデオリサーチ調べ、関東地区・世帯・リアルタイム） |         |                                                                |          |        |

- 初回は22時 - 23時9分の15分拡大放送[1]。

## 評価
性風俗店がウイルス感染治療の場に使用されるシーンや、少女やホームレスや外国人を支援する団体の主宰者がSM女王であることが、「コロナウイルス蔓延時、性風俗業を差別した川上未映子や立川志らく、松本人志、藤田孝典、仁藤夢乃らへのクドカンの答え」との評がXなどでされた。。